# 范墉
范墉（？—990年），蘇州吳縣（今江蘇省蘇州市）人，官至武信軍掌書記，後被追封為周國公。在其子范仲淹出生隔年過世。

## 生平
范墉原為吳越官員，至宋北太平興國三年（即公元978年），范墉跟隨吳越忠懿王錢俶歸入北宋，官至武寧軍節度使。
范墉祖先原為邠州（今陝西省彬州市）人，唐朝宰相范履冰為其先祖，但因戰亂不能回鄉，其祖父吳越節度判官范夢齡跟隨曾祖父唐朝咸通其間任處州麗水縣丞之范隋移居蘇州吳縣。其父范贊時為吳越秘書監。
有三子分別為范仲溫、范仲鎡及范仲淹，而范仲淹乃北宋政治家、文學家、軍事家、教育家。
現在蘇州天平山有一「三太師祠」，為范仲淹祖先的歸葬之地，並豎立有范夢齡、范贊時及范墉的雕像。